# Lou Reed (album)
Pour l'artiste, voir Lou Reed.
Albums de Lou Reed
Transformer
(1972)
Lou Reed est le premier album solo de Lou Reed. Il est sorti en 1972, deux ans après son départ du Velvet Underground.
L'enregistrement de l'album prend place de décembre 1971 à janvier 1972 aux Morgan Studios de Londres. Lou Reed s'entoure de musiciens de studio britanniques, parmi lesquels le guitariste Steve Howe et le pianiste Rick Wakeman, tous deux membres du groupe de rock progressif Yes.
La majorité des chansons de l'album datent d'avant le départ de Lou Reed du Velvet Underground. Seules Going Down et Berlin sont de nouvelles compositions. Les versions des autres chansons enregistrées par le Velvet Underground apparaissent sur les compilations VU, What Goes On et Peel Slowly and See, ainsi que dans l'édition « Fully Loaded » de l'album Loaded.

## Fiche technique

### Titres
Toutes les chansons sont écrites et composées par Lou Reed, sauf Ride into the Sun (Lou Reed, John Cale, Sterling Morrison, Maureen Tucker).
| 1. | I Can't Stand It | 2:37 |
| 2. | Going Down       | 2:57 |
| 3. | Walk and Talk It | 3:40 |
| 4. | Lisa Says        | 5:34 |
| 5. | Berlin           | 5:16 |

| 6.  | I Love You          | 2:21 |
| 7.  | Wild Child          | 4:41 |
| 8.  | Love Makes You Feel | 3:13 |
| 9.  | Ride into the Sun   | 3:16 |
| 10. | Ocean               | 5:07 |

### Musiciens
- Lou Reed : chant, guitare
- Caleb Quaye : guitare acoustique et électrique, piano
- Paul Keogh : guitare électrique et acoustique
- Steve Howe : guitare
- Les Hurdle : basse
- Brian Odgers : basse
- Rick Wakeman : piano
- Clem Cattini : percussions
- Helene Francois, Kay Garner : chœurs

### Équipe de production
- Lou Reed : production
- Richard Robinson : production
- Mike Bobak : ingénieur du son
- Tom Adams : illustration de la pochette
- Ronn Campisi : photographie